# Зелёная карета (фильм, 2015)
«Зелёная каре́та» — российская кинодрама Олега Асадулина, вышедшая в прокат 26 ноября 2015 года.

## Сюжет
Вадим Раевский — известный режиссёр. Его новый фильм выдвигают на «Оскар». Буквально в один миг его привычный мир рушится. Вадим пытается разобраться в случившемся.

## В ролях
- Андрей Мерзликин — Вадим Раевский, режиссёр
- Виктория Исакова — Вера Раевская, жена Вадима
- Александр Мичков — Тёма, сын Вадима
- Сергей Юшкевич — Паша, друг Вадима
- Владимир Меньшов — Олег Валентинович Добролюбов, профессор, мастер курса
- Анна Чиповская — Марина, любовница Вадима, актриса
- Ян Цапник — старший следователь
- Женя Малахова — Ольга, телеведущая
- Дмитрий Смирнов — Макс, приятель Тёмы
- Ксения Энтелис — Татьяна, мать Макса
- Виктория Клинкова — Лера
- Андрей Леонов — Бегемот, актёр
- Дмитрий Астрахан — Михаил Иванович Бажов
- Вадим Элик — Борис
- Игорь Верник — ведущий церемонии
- Елена Подкаминская — ведущая церемонии
- Иван Шмаков — Тёма в детстве (10 лет)

## Съемочная группа
- Режиссёр-постановщик: Олег Асадулин
- Автор сценария: Артём Виткин
- Оператор-постановщик: Андрей Иванов
- Художник-постановщик: Ольга Цыба
- Художник по костюмам: Елена Петрунина

## Награды
Фильм получил премию NETPAC на 4-м Международном кинофестивале в Ханое.